# Dedicatoria

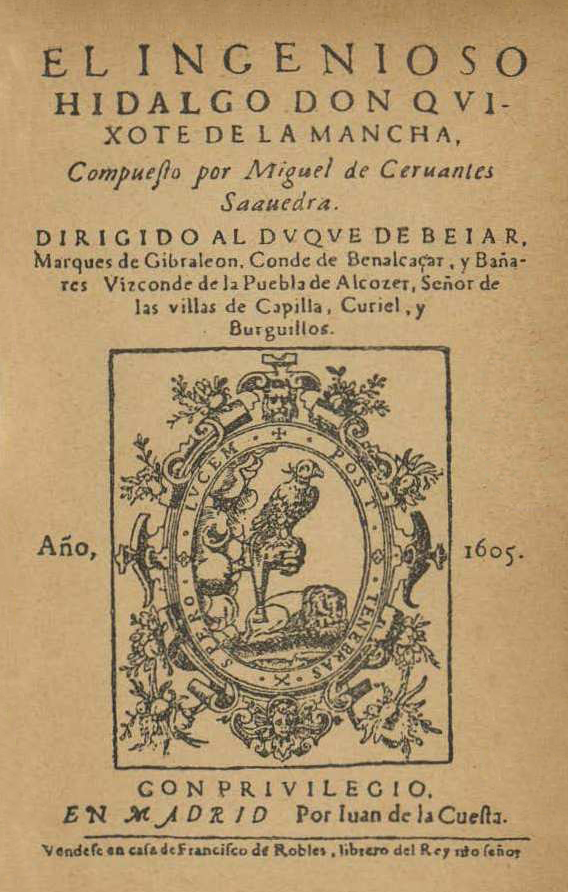
Dedicatoria de la Primera Parte del Quijote.

Se llama dedicatoria a la carta o breve nota con la que se encabeza una obra, dirigiéndola y ofreciéndola a una persona o a varias, o en ocasiones a un colectivo.
Pueden expresarse en prosa o manuscrita, y señalan generalmente sentimientos de gratitud o principios literarios. Son sinónimos de este término: homenaje, ofrecimiento, testimonio, agradecimiento.
En poesía y en el género epistolar, la dedicatoria con cierta frecuencia se convierte en título. Los impresos la llevan al principio, en letras de molde o manuscrita.

## Origen histórico y evolución
No se conoce al autor de una dedicatoria con mayor antigüedad, pero las mismas son habituales en libros de los autores clásicos latinos. Así por ejemplo, el epicúreo Lucrecio dedicó Sobre la naturaleza de las cosas a su amigo Memio; y por su parte Horacio y Virgilio dedicaron varias obras a Mecenas... Ejemplo más curioso que significativo es el cronógrafo del 354, manuscrito ilustrado romano del siglo IV, en cuya dedicatoria se lee:

Valentine lege feliciter, vivas, gaudeas, floreas in Deo. Furius Dionysius Filocalus titulavit
Valentino, lee con agrado. Que vivas, goces, florezcas en Dios. Furio Dionisio Filocalus ha titulado <esta obra>

La táctica de dedicar la obra al benefactor continuó en los manuscritos iluminados de la Edad Media y el Renacimiento, y siguió creciendo en los siglos de oro de las diferentes literaturas europeas. Y en el siglo XX fue admitida en algunos círculos intelectuales no académicos como género literario menor.

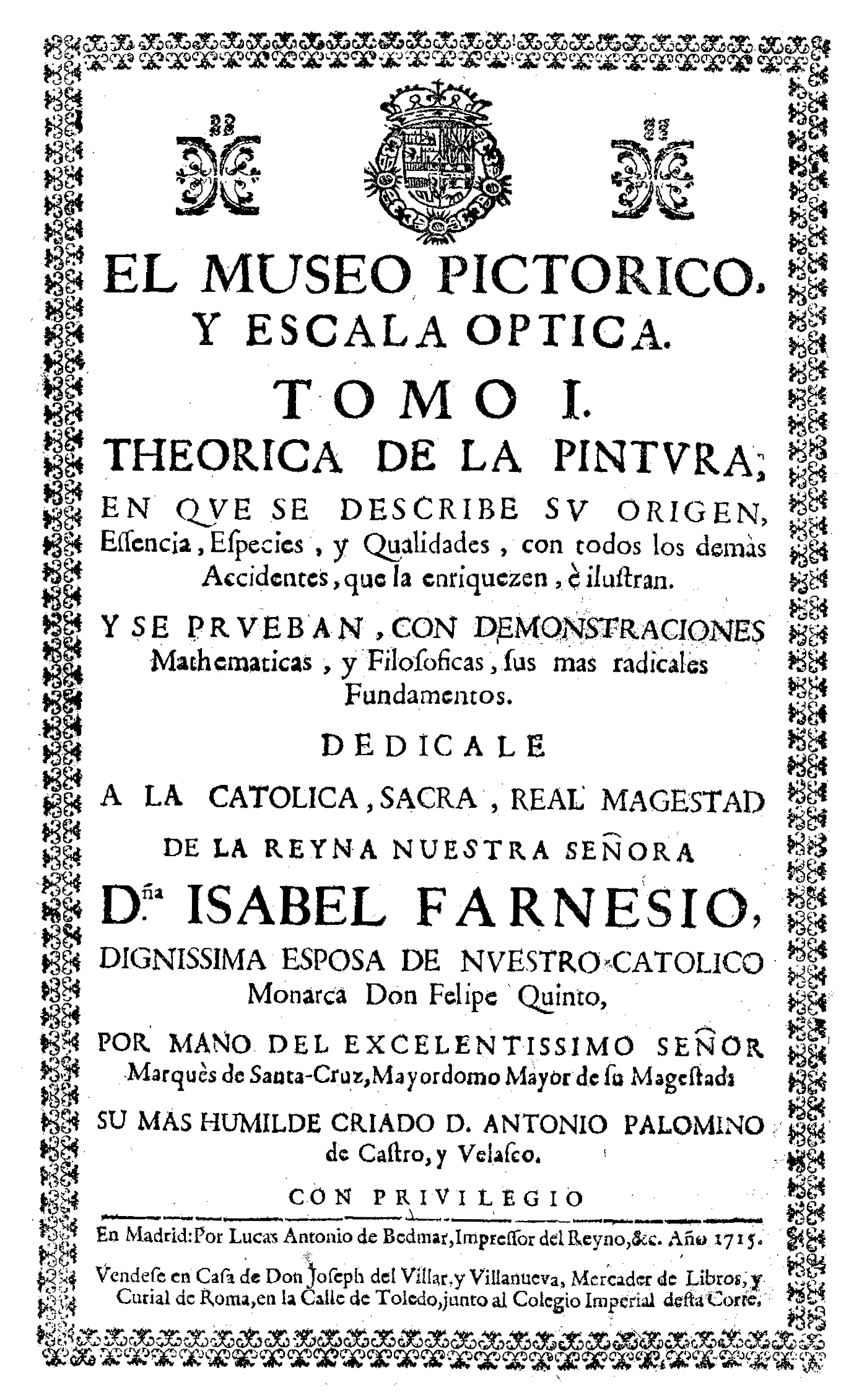
El museo pictórico y escala óptica, del pintor español Antonio Palomino es un tratado sobre la historia de la pintura barroca española, cuyo primer tomo está dedicado a la reina Isabel de Farnesio, muy aficionada a la pintura.

## Motivaciones de los autores respecto de las dedicatorias
Bien podría decirse que muchos autores han usado y abusado de las dedicatorias, procurando ciertas ventajas que las mismas les podrían aportar, y ello también causó rechazo de la parte de otros autores, así como de la parte de algunos círculos literarios.

«Il y a tels ignorants, dit d’Aubigné, qui ayant quelque œuvre douteux à mettre au vent, cherchent pour la défense de leur écrit, les uns le roi, qui a tant de choses à défendre ; les autres quelque prince ; les autres y emploient des gouverneurs plus soigneux de prescriptions que de rimes, ou les financiers occupés à l’exercice de leur fidélité.» 
«Hay tales ignorantes, dice Théodore Agrippa d'Aubigné, que teniendo una obra de dudosa calidad para la venta, algunos buscan para defender su escrito apoyo del propio rey (quien tiene demasiadas cosas para defender), otros buscan apoyo de algún príncipe, otros intentan ampararse en gobernadores mucho más cuidadosos y preocupados de prescripciones que de rimas, y otros se orientan a interesar a financistas más preocupados por la fidelidad de sus clientes que por la literatura.»

Muchas dedicatorias no tuvieron otro objetivo que hacer dinero con la obra, y esta estrategia fue utilizada tanto por parásitos literatos como por grandes escritores con grandes méritos. Da que pensar, evocando y recordando a Antoine Furetière, que los primeros inventores de las dedicatorias y de las alabanzas fueron los mendigos.

Le plus souvent, a dit de son côté Voltaire, l’épître dédicatoire n’a été présentée que par la bassesse intéressée à la vanité dédaigneuse. 
Frecuentemente, dijo por su parte Voltaire, la epístola de agradecimientos y elogios, estaba motivada por una mezquindad interesada, y orientada a una vanidad desdeñosa.

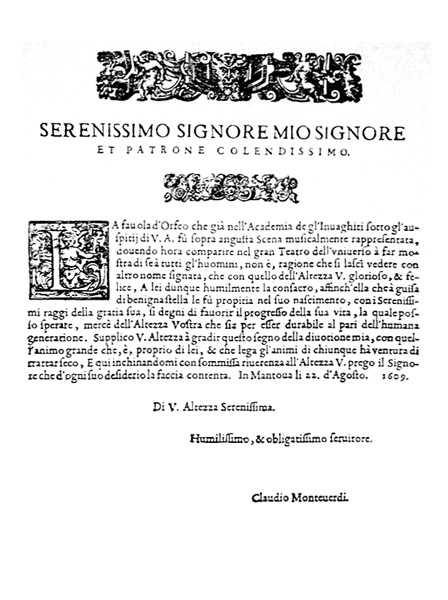
Dedicatoria en la obra Orfeo de Claudio Monteverdi, 1609.

Anton Francesco Doni dedicó a diferentes personas cada una de las epístolas de La libraria del Doni fiorentino y de La seconda libraria del Doni, y además dedicó la colección entera de epístolas a otro benefactor. Procediendo de una manera análoga, un libro de cuarenta y cinco páginas tal vez resultaría dedicado a más de veinte personas diferentes.
Siguiendo un sistema similar, Alexander Politi, editor del “Martyrologium Romanum castigatum, ac commentariis illustrattim”, ubicó una epístola dedicada de agradecimiento al frente del obituario de cada uno de los trescientos sesenta y cinco mártires y santos que integraba la obra, y superando aún esta marca, Antoine Galland se permitió hacer mil y una epístolas dedicadas para su traducción de la obra Las mil y una noches.
Madeleine de Scudéry se refiere a un cierto Rangouse que, habiendo constituido una recopilación de cartas sin ordenarlas, se congratulaba de presentarlas siempre de una forma diferente, poniendo en primer lugar a aquella cuya dedicatoria se dirigía a la persona a quien precisamente presentaba su libro requiriendo apoyo.
Y en la Histoire de l’Église d’Angleterre, de Thomas Fuller, se encuentran doce títulos que fueron cada uno de ellos ocasión de una dedicatoria interesada.
Por su parte, Jacques Rochette de La Morlière llevó la audacia al límite, al alabar las virtudes y los talentos de Madame du Barry en la dedicatoria de su libro titulado: Le Royalisme.
El nombre de algunos escritores de primera línea también ha estado mezclado con los de escritores de nivel medio o bajo, que pretendían obtener honores o réditos por sus obras a través de la adulación. Así por ejemplo, Pierre Corneille más de una vez puso su pluma para explicitar alabanzas a las personas a quienes pensaba solicitar el patrocinio, y en algunos casos, exagerando hasta la Hipérbole. Por ejemplo, en su "Epístola a Monsieur de Montoron", que fue a quien dedicó la obra Cinna (1643), llegó al extremo de comparar al personaje con el propio César Augusto, lo que fue muy comentado y criticado en los círculos de letras. Esa cuidada y exagerada dedicatoria, se piensa que le costó a su dedicatario (destinatario) tal vez algunos cientos o algunos miles de pistoles (nombre en francés dado a una moneda de oro española, y que también dio nombre a otras monedas de valor similar). Louis XIII, rey de Francia, asustado por la generosidad del citado financista-filántropo Pierre du Puget de Montoron, pensó aceptar la dedicatoria de "Polyeucte", según Gédéon Tallemant des Réaux, más sobre la seguridad que el poeta se encontraría, esta vez, bastante bien recompensado por el honor que le hacía el monarca al aceptar la elogiosa epístola, y sin necesidad de que mediara compensación económica de especie alguna.

## Panegíricos a la Montoron
El nombre de Montoron (o Montorron) se hizo célebre en esos días en todo lo relacionado con las dedicatorias, a tal punto que comenzó a llamarse «Panegíricos de Montoron» a las epístolas dedicatorias y otras piezas encomiásticas. Gabriel Guéret afirma en Le Parnasse réformé: «Si vous ignorez ce que c’est que les panégyriques à la Montoron, vous n’avez qu’à le demander à M. Corneille» («Si usted ignora lo que significa "panegíricos a la Montoron", no tiene más que preguntárselo a Monsieur Corneille»). Y cuando el célebre tratante y filántropo de las artes, Pierre Du Puget de Montoron, hubo despilfarrado su inmensa fortuna, el bello tiempo de las elogiosas dedicatoria pasó, o al menos eso aconteció si se cree en lo dicho por Paul Scarron :
Ce n’est que maroquin perdu
Que les livres que l’on dédie
Depuis que Montoron mendie ;
Montoron dont le quart d’écu
S’attrapait si bien à la glu
De l’ode ou de la comédie.
Por seguir citando casos extraños o exagerados en relación con las dedicatorias, también correspondería señalar a John Dryden, quien se distinguió por su extrema torpeza en la adulación.
En otro tiempo, la dedicatoria básicamente era un medio de conseguir los gastos para la edición de un libro, para ello empleando estrategias sin más escrúpulos, que en nuestros días aplican muchos autores cuando sin cortedad solicitan suscripciones a sus amigos, y la reiteración de este procedimiento en otra época fue fijando precios para las dedicatorias. En Inglaterra y en el siglo XVII, este precio variaba entre veinte y cuarenta libras. En Francia, el don acordado por una abadía, a menudo era un medio fácil y económico de pagar los elogios. Así fue como el abad Claude Quillet fue honrado por la abadía de Doudeauville, respecto de un poema latino suyo sobre el arte de hacer bellos niños… dedicando el mismo al cardenal Jules Mazarin.
Un capítulo singular en la historia de las dedicatorias, corresponde a las variantes que las mismas sufrían bajo la influencia de la ocurrencia de ciertos eventos.
Por ejemplo el doctor Edmund Castell hizo imprimir una Biblia, que especialmente dedicó a Oliver Cromwell (republicano). Pero en la restauración de la Casa de Stuart, solamente un pequeño número de esa Biblia dedicada estaba en circulación, y Castell no encontró nada mejor que cambiar algunas hojas en ese momento poco afortunadas y sustituirlas por otras; así, se encontraron entonces en circulación tanto ejemplares republicanos de la Biblia como ejemplares monárquicos.
Por su parte, un libro dedicado al Cardenal Richelieu, antes de su muerte, fue posteriormente dedicado a Jesucristo. En cuanto a la Geographia de Claudio Ptolomeo, que el florentino Francesco Berlinghieri puso en verso, fue dedicado primero al duque Frédéric d’Urbin, y luego de su muerte en 1482, fue dedicado al príncipe Cem Sultan (quien por un tiempo fue custodiado por el papa Inocencio VIII). Nótese que la desgracia o el descrédito de un protector durante la impresión de una obra que se le dedicaba, frecuentemente producía el mismo efecto que su muerte, e implicaba cambio de dedicatoria.
Entre las dedicatorias que se destacan por su originalidad, puede citarse la de Antonio Pérez, quien dedicó un libro al papa, al Sacré-Collège, a Henri IV, y finalmente también a «todos». Por su parte el Martyre de saint George de Cappadoce (1614) fue dedicado a «todos los individuos nobles, honorables, y dignos, de Gran Bretaña, que lleven el nombre de George». E insólitamente Scarron dedicó un libro a «Dama Guillemette» (que era la galga de su hermana), y un librero de Lyon cuyo apellido era "De los Rios" lo dedicó a su propio caballo. Y en fin, cerrando esta lista de casos especiales, puede citarse a Thomasius quien dedicó la obra Pensées indépendantes a «todos mis enemigos».
Se han dedicado muchos libros a Cristo, a la Santa Virgen, y a todos los santos. Anton Bruckner dedicó su Novena Sinfonía a «Dios bien amado» («Dem lieben Gott»), y el epíteto dedicatorio de la Vie de saint François Borgia, de Cienfuegos, dirigido al almirante de Castilla (Madrid, 1702), era más largo que la propia obra.
Ciertos escritores, con el fin de pasar desapercibidos, dirigieron sus dedicatorias a sus propias obras. Carlos Coloma así dedicó su traducción al español de las obras de Tácito (Douai, 1629), y por su parte el marqués de Claude-François de Lezay-Marnésia dedicó su Discours sur l’éducation des femmes, homenajeado en 1778 por la Académie de Besançon. Y en cuanto a Jean Le Royer de Prade dedicó a sus propias obras su tragedia para teatro Arsace (1666).
Muchos escritores por cierto estaban en desacuerdo en la época con este estado de cosas. La dedicatoria de Vida y opiniones del caballero Tristram Shandy de Laurence Sterne reza «Epístola a la venta», una desafiante crítica a los entonces procedimientos de moda en materia de dedicatorias. Y las Mémoires de Fédor Rostoptchine «escritas en diez minutos», estaban dedicadas a «ese perro público».
Como para desmarcarse de situaciones enojosas y de malentendidos, algunos escritores de aquellos días dedicaron sus obras a seres abstractos o a colectivos abstractos. Por ejemplo, Pierre de Ronsard dedicó la obra Amours a «Las Musas», y el convencional Joseph Lequinio en cuatro páginas dedicó Voyage dans le Jura al «Trueno (Tonnèrre)».
Por razones que bien podríamos imaginar, Luis XV de Francia rechazó la dedicatoria de la Henriade ofrecida por Voltaire, y con mejor espíritu y disposición, el papa Benedicto XIV aceptó la que oportunamente le brindó el mismo escritor en El Fanatismo o Mahoma.

## Cervantes innovador, y Borges erudito
Cervantes dedicó el primer tomo del Quijote al duque de Béjar, para lo que utilizó la fórmula habitual: el panegírico barroco. Pero en el segundo, dedicado al conde de Lemos, Cervantes inventó toda una correspondencia, absolutamente imaginaria, con el emperador de la China (que tenía la intención de fundar un colegio español en su país, con él -Cervantes- como rector, y donde los súbditos chinos estudiarían la lengua castellana leyendo el Quijote). Finalmente, dice Cervantes que la propuesta del Emperador Celeste quedó relegada por el generoso apoyo económico que se espera del conde de Lemos.
Por su parte, Jorge Luis Borges escribió en la primera página de La cifra en 1981: "Como todos los actos del universo, la dedicatoria de un libro es un acto mágico... También cabría definirla como el modo más grato y más sensible de pronunciar un nombre." Y el gran maestro argentino, que demostró especial devoción por esta suerte de género literario, en su último libro Los conjurados, concluye que la dedicatoria es un "misterio y una entrega de símbolos".

## Resonancias
Como emblema de la gratitud y la evocación, la dedicatoria aparece en muy distintas manifestaciones culturales y en muy distintos formatos:

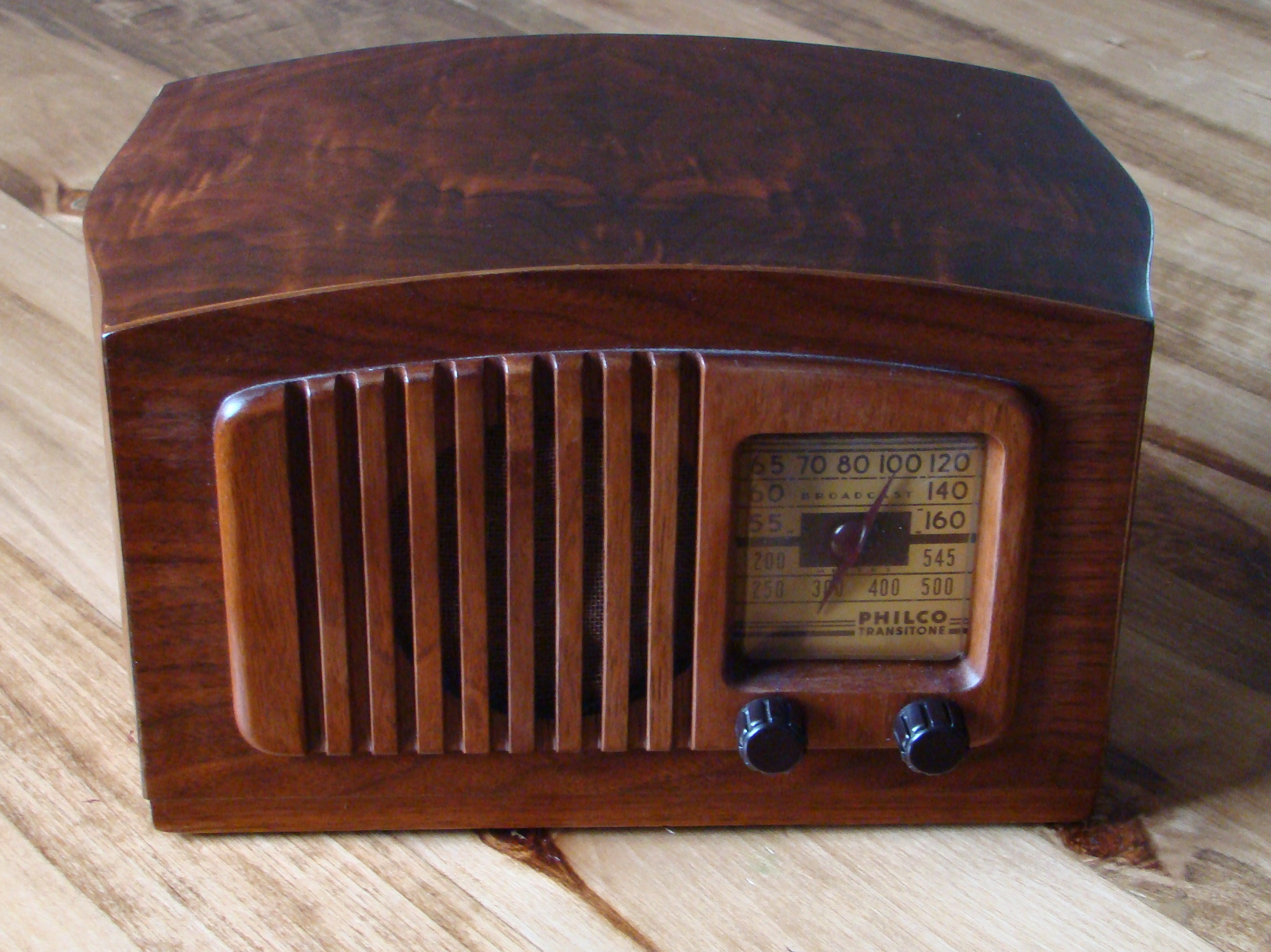
La radio de los discos dedicados.

- Entre 1940 y 1970, en la edad de oro de la radio, uno de los arquetipos radiofónicos eran los programas de discos dedicados. Aún hoy día en Uruguay, Radio Monte Carlo incluye diariamente un programa de este tipo que se titula "Aquí está su disco".[35][36]
- En las obras musicales, la dedicatoria se muestra en el título: desde el Para Elisa de Beethoven hasta el "Dedicated to the One I Love", éxito de 1967 del cuarteto californiano The Mamas & the Papas, pasando por Dedication, álbum recopilatorio del grupo Thin Lizzy en 1991, y las incontables Canción para....
- En el séptimo arte pueden anotarse: Dedicatoria, drama dirigido por Jaime Chávarri en 1980, y producido por Elías Querejeta. Y en un contexto más norteamericano: Dedicatoria, película del año 2007 protagonizada por Billy Crudup y Mandy Moore, escrita por David Bromberg, y representando el debut como director del actor Justin Theroux.

## La dedicatoria como gesto promocional-editorial

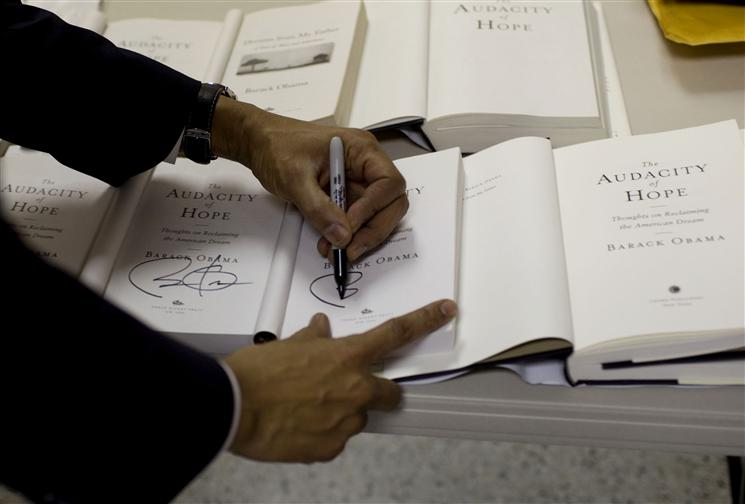
El presidente de los Estados Unidos, Barack Obama, firmando copias de "The Audacity of Hope" en el otoño de 2009.

El lanzamiento de la edición o reedición de una obra, puede promocionarse en un acto académico más o menos formal, con asistencia del autor. Al finalizar este acto, los asistentes tienen oportunidad de hacer preguntas a los disertantes, hablar con ellos, y por supuesto comprar ejemplares del libro o de la revista promocionada. Forma parte de la ceremonia que el autor del libro o el editor de la revista accedan a escribir de puño y letra una dedicatoria personalizada o simplemente firmen los ejemplares allí vendidos.

## Galería

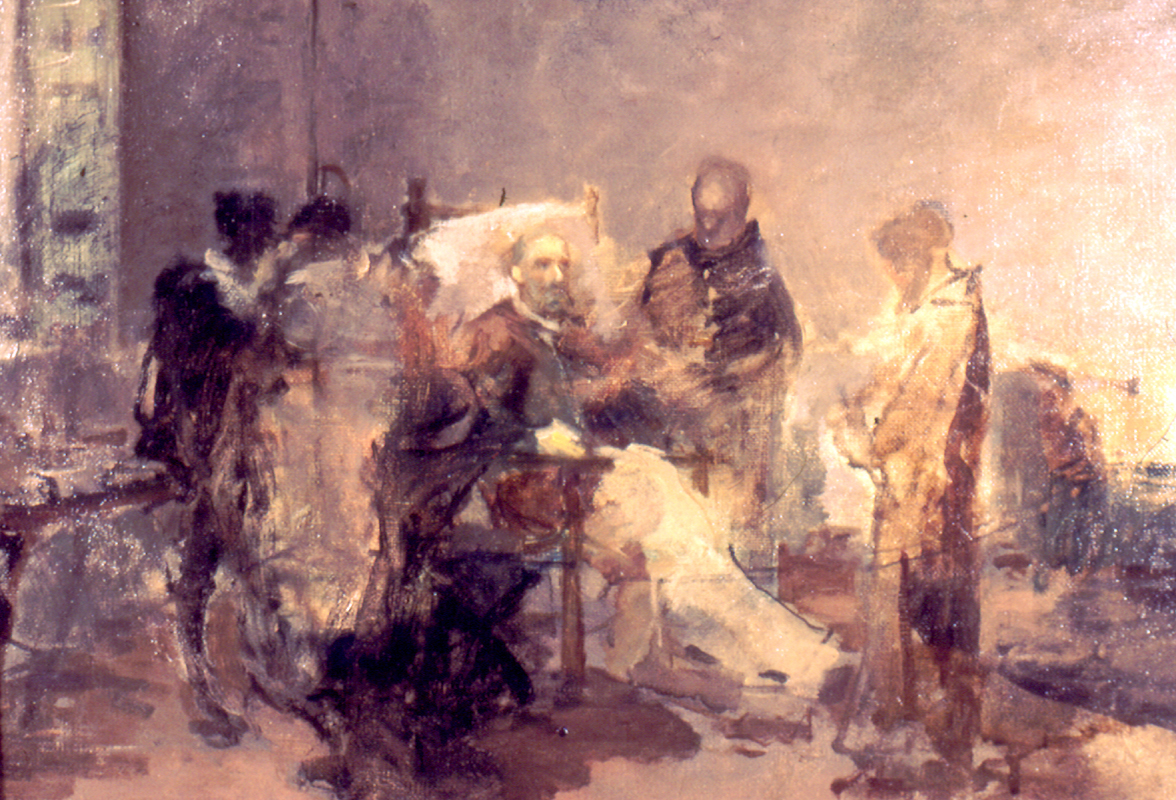
Cervantes escribiendo la célebre dedicatoria al conde de Lemos, obra de Eugenio Oliva hacia 1881.
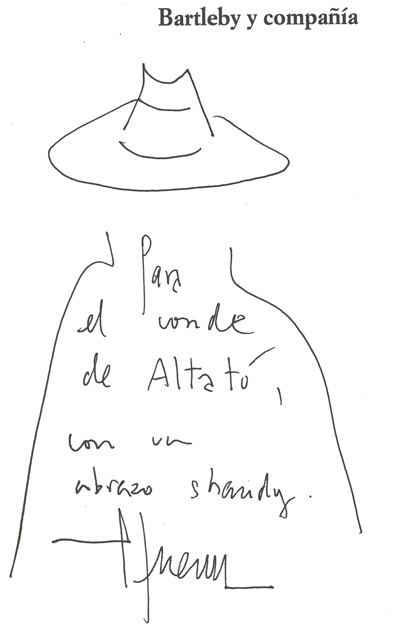
Dedicatoria de Enrique Vila-Matas al conde de Altató.
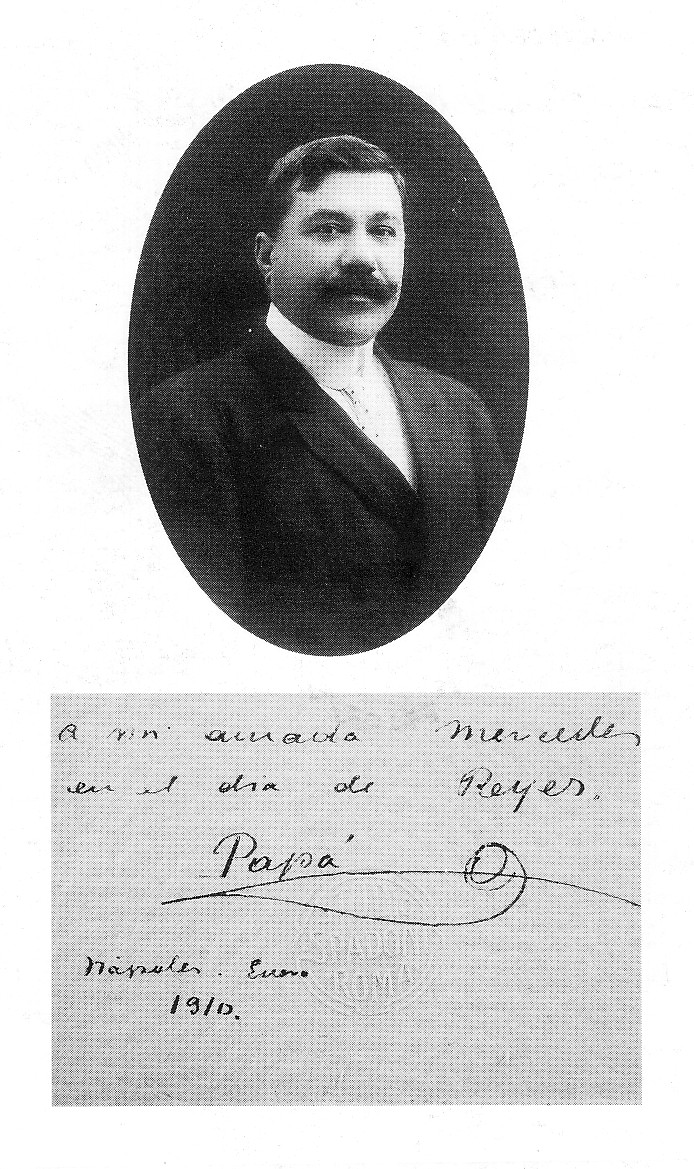
Dedicatoria del tenor español Francisco Viñas a su hija Mercedes, en 1910